# Jocurile Olimpice de vară din 1920
A VII-a ediție a Jocurilor Olimpice s-a desfășurat la Anvers, Belgia în perioada 20 aprilie - 12 septembrie 1920. Ediția a VI-a a Jocurilor Olimpice, care trebuia să aibă loc la Berlin a fost anulată din cauza Primului Război Mondial. 
Pentru cea de-a VII-a ediție, inițial a fost ales Budapesta, în defavoarea orașelor Amsterdam și Lyon, dar ca urmare a alierii cu Germania, jocurile olimpice au fost transferate în orașul Anvers în aprilie 1919 de CIO, care a dorit să aducă un omagiu poporului belgian, greu încercat în timpul primei conflagrații mondiale. Ca pedeapsă secundară Germania, Austria, Ungaria, Bulgaria și Turcia nu au fost invitate să participe (participarea Germaniei a fost interzisă și la a VIII-a ediție a JO).

## Organizare
- Au participat 29 de țări și 2.626 de sportivi (din care 65 femei) care s-au întrecut în 154 de probe din 22 sporturi.
- Ceremonia a fost deschisă de regele Albert I al Belgiei.
- Prima ediție la care a fluturat steagul olimpic (proiectat în 1913 de Pierre de Coubertin.) și a fost rostit jurământul olimpic.
- S-au înregistrat 6 recorduri mondiale și 13 olimpice.
- Concursul de iahting s-a desfășurat în două țări diferite: Belgia, Olanda.

## Sporturi olimpice
| - Atletism - Box - Canotaj - Ciclism - Echitație - Fotbal - Gimnastică | - Haltere - Hochei pe gheață - Hochei pe iarbă - Korfbal (demonstrativ) - Lupte - Lupte cu odgonul - Natație | - Navigație - Patinaj artistic - Pentatlon modern - Polo - Polo pe apă - Rugby - Sărituri în apă | - Scrimă - Tenis de câmp - Tir - Tir cu arcul |

## Evenimente marcante
- La scrimă, italianul Nedo Nadi a cucerit 5 medalii de aur din 6 posibile.
- Suedezul Oscar Swahn, în vârstă de 72 de ani, participant la tir, a câștigat medalia de argint; cel mai bătrân medaliat din istoria JO de vară.

## Clasamentul pe medalii
Legendă
      Țara gazdă
| Loc | Țară                             | Aur | Argint | Bronz | Total |
| --- | -------------------------------- | --- | ------ | ----- | ----- |
| 1   | Statele Unite ale Americii (USA) | 41  | 27     | 27    | 95    |
| 2   | Suedia (SWE)                     | 19  | 20     | 25    | 64    |
| 3   | Marea Britanie (GBR)             | 15  | 15     | 13    | 43    |
| 4   | Finlanda (FIN)                   | 15  | 10     | 9     | 34    |
| 5   | Belgia (BEL)                     | 14  | 11     | 11    | 36    |
| 6   | Norvegia (NOR)                   | 13  | 9      | 9     | 31    |
| 7   | Italia (ITA)                     | 13  | 5      | 5     | 23    |
| 8   | Franța (FRA)                     | 9   | 19     | 13    | 41    |
| 9   | Olanda (NED)                     | 4   | 2      | 5     | 11    |
| 10  | Danemarca (DEN)                  | 3   | 9      | 1     | 13    |

## România la JO 1920
România nu a participat, cei 40 de sportivi înscriși n-au mai plecat din lipsă de fonduri.